# Can't Get You Out of My Head
Can't Get You Out of My Head е песен на австралийската певица Кайли Миноуг, издадена като първия сингъл от албума Fever. Песента е написана и продуцирана от Кати Денис и Роб Дейвис.

## История
"Can't Get You Out of My Head" е издадена на 8 септември 2001 г. Песента се превърна в най-успешния сингъл на Миноуг към днешна дата, е световен хит, като достига първо място в над 40 страни. Песента достигна първо място във Великобритания, Австралия, Германия, Франция, Италия, Ирландия, Нова Зеландия, Швейцария и всяка друга европейска страна, с изключение на Финландия, където достига до номер пет. В САЩ, песента достига номер седем на Billboard Hot 100. Песента получи позитивни отзиви от музикалните критици, много от които я разглеждат като нейния най-добър сингъл към днешна дата.

## Формати и песни
Международен CD сингъл 1
1. "Can't Get You Out of My Head" – 3:51
2. Boy – 3:47
3. Rendezvous at Sunset – 3:23
4. "Can't Get You Out of My Head" (Video)

Международен CD сингъл 2
1. "Can't Get You Out of My Head" – 3:51
2. "Can't Get You Out of My Head" (K&M Mindprint Mix) – 6:34
3. "Can't Get You Out of My Head" (Plastika Mix) – 9:26

Международен CD сингъл 3
1. "Can't Get You Out of My Head" – 3:51
2. Boy – 3:47

Австралийски CD сингъл
1. "Can't Get You Out of My Head" – 3:51
2. "Can't Get You Out of My Head" (K&M Mindprint Mix) – 6:34
3. "Can't Get You Out of My Head" (Plastika Mix) – 9:26
4. "Can't Get You Out of My Head" (Superchumbo Todo Mamado Mix) – 8:32